# D1004 (Bas-Rhin)
De D1004 is een departementale weg in het Oost-Franse departement Bas-Rhin. De weg bestaat uit twee delen. Het eerste deel loopt van de grens met Moselle via Saverne naar Ittenheim. Het tweede deel loopt van Wolfisheim via Straatsburg naar de grens met Duitsland. In Moselle loopt de weg als D604 verder richting Phalsbourg en Parijs. In Duitsland loopt de weg verder als B28 richting Kehl.

## Geschiedenis
Oorspronkelijk was de D1004 onderdeel van de N4. In 2006 werd de weg overgedragen aan het departement Bas-Rhin, omdat de weg geen belang meer had voor het doorgaande verkeer vanwege de parallelle autosnelweg A4. De weg is toen omgenummerd tot D1004. Alleen het gedeelte tussen Ittenheim en de A351 heet nog N4.